# Langues noun
Les langues noun sont un groupe de langues parlées par les Bamun, peuples des grands plateaux de l'ouest du Cameroun.
Ces langues sont le bamun, le bamali, le baba, le bamenyam, le bafanji, le bangolan, le bambalang, le mungaka.
Ethnologue (SIL International) y ajoute le medumba, que d'autres auteurs rattachent à la famille des langues bamiléké.